# Bālā Kerū Kolā
Bālā Kerū Kolā (persiska: كِرو كُلا, Kerū Kolā, بالا كرو كلا) är en ort i Iran.   Den ligger i provinsen Mazandaran, i den norra delen av landet, 140 km nordost om huvudstaden Teheran. Bālā Kerū Kolā ligger 10 meter över havet och antalet invånare är 470.
Terrängen runt Bālā Kerū Kolā är platt, och sluttar norrut. Runt Bālā Kerū Kolā är det tätbefolkat, med 286 invånare per kvadratkilometer. Närmaste större samhälle är Babol, 12,0 km nordost om Bālā Kerū Kolā. Trakten runt Bālā Kerū Kolā består till största delen av jordbruksmark.